# Johann I. von Wernau
Johann I. von Wernau († 20. November 1483 in Kempten) war 50. Fürstabt des Fürststifts Kempten in den Jahren von 1459 bis zu seinem Tod.

## Johann I. von Wernau im Familienkontext
Die Familie von Wernau war ein schwäbisches Adelsgeschlecht (siehe auch Liste schwäbischer Adelsgeschlechter). Namensgebender Stammsitz ist die ehemalige Burg Wernau im Weiler Wernau auf dem Hochsträß, heute Teil der Stadt Erbach im Alb-Donau-Kreis.
Fürstabt Johannes war der Sohn Ludwigs von Wernau d. Ä., der ursprünglich in Weilheim saß, aber im Jahre 1479 Unterboihingen und Pfauhausen erworben hatte. Laut eines erhalten Briefes seines Bruders Wilhelm von Wernau, datiert vom 17. Juli 1461 zu Donauwörth, war sein eigentlicher Rufname Lutz.

## Leben

### Geistlicher
Nach einer ersten Profess im Kloster Ottobeuren trat er im Jahre 1450 als Kapitular in die Benediktinerabtei des Fürststifts Kempten ein.

### Fürstabt und Konflikt mit der Reichsstadt Kempten
Als Johannes I. von Wernau wurde er 1459 zum Fürstabt gewählt und war somit ein Nachfolger seines Onkels väterlicherseits Pilgrim II. von Wernau. Die Regalien erhielt er am 31. März 1460 von Kaiser Friedrich III., der dabei auch alle Freiheiten und Gerechtigkeiten des Fürststiftes erneuerte. Dessen Gemahlin, Kaiserin Eleonora, ernannte ihn zu ihrem Rat. Seine Ernennung zum Fürstabt wird im erhaltenen Schriftverkehr zwischen seinen Brüdern Dietrich von Wernau und Wilhelm von Wernau im Jahre 1461 erwähnt. Während seiner Amtszeit flammte der Konflikt zwischen Fürststift und Reichsstadt Kempten wieder auf, in dessen Folge es sich im Jahre 1464 unter den Schutz Herzogs Albrecht von Baiern-München stellte.

### Bautätigkeit und Ökonomie im Fürststift
Seine Amtszeit zeugte von reger Bautätigkeit im Fürststift. Er galt als kunstsinnig, vergrößerte die seit dem 11. Jahrhundert dreischiffige Basilika und vermehrte die Stiftsbibliothek. Außerdem veranlasste er den Bau der ersten Papiermühle im Fürststift Kempten und förderte erste Versuche des Buchdrucks, der von Johannes Gutenberg um das Jahr 1450 erfunden worden war.
Unter ihm wurde auch die von seinem Vorgänger Pilgrim II. von Wernau erworbene Burg Liebenthann im Jahr 1479 zur Hauptburg des Fürststifts ausgebaut. 1480 wurde dort die Burgkapelle eingeweiht, in der sich Heiligtümer und Wertgegenstände des Stiftes in den unruhigen Kriegsjahren befunden haben könnten.

## Bildnis in der Portraitgalerie zu Kempten
Ein fiktives Porträtbild im Fürstensaal der Residenz aus dem 18. Jahrhundert zeigt ihn als Fürstabt mit Pileolus und im Ordensgewand der Benediktiner. Rechts von ihm steht ein Baumeister mit einer Messlatte, der gemeinsam mit dem Abt einen Planriss hält. Links von ihm auf einer mit dem Wernauer Wappen versehenen Kommode liegen die weltlichen Herrscherinsignien, Fürstenhut, Zepter und Schwert. Auf der rechten Bildseite öffnet sich der Blick auf einen Höhenrücken mit einer mächtigen Burganlage, Schloss Liebenthann, dessen Grundriss auf dem Plan dargestellt ist.